# Brigada 11 Infanterie (1918-1920)
Brigada 11 Infanterie a fost o mare unitate de infanterie, de nivel tactic, din Armata României, care a participat la acțiunile militare postbelice, din perioada 1918-1920, fiind formată din Regimentul 10 Infanterie și Regimentul 24 Infanterie. Brigada a făcut parte din compunerea de luptă a Diviziei 6 Infanterie, comandată de generalul de brigadă Gheorghe Bottea. :p. 317

## Compunerea de luptă
În perioada campaniei din 1919, brigada a avut următoarea compunere de luptă::p. 317
- Brigada 4 Vânători

- Regimentul 10 Infanterie - comandant: colonel Ion Cristofor
- Regimentul 24 Infanterie - comandant: colonel Andrei Nicolau

## Participarea la operații

### Campania anului 1919
În cadrul acțiunilor militare postbelice,  Brigada 11 Infanterie a participat la acțiunile militare în dispozitivul de luptă al Diviziei 2 Vânători, participând la Operația ofensivă la vest de Tisa.:p. 311:{{{1}}}

## Comandanți
- Colonel Gheorghe Bottea